# Hrabstwo Bingham
Hrabstwo Bingham (ang. Bingham County) – hrabstwo w stanie Idaho w Stanach Zjednoczonych. Obszar całkowity hrabstwa obejmuje powierzchnię 2120,24 mil² (5491,4 km²). Według szacunków United States Census Bureau w roku 2009 miało 44 668 mieszkańców. Jego siedzibą administracyjną jest Blackfoot.
Hrabstwo zostało wydzielone 13 stycznia 1885 r. ze wschodniej i północnej części hrabstwa Oneida. Nazwę nadał gubernator stanu William M. Bunn na cześć swojego przyjaciela Harissona Binghama, kongresmena Pensylwanii.
W latach późniejszych z hrabstwa Bingham wydzielono kolejno: Bonneville (w 1911), Power (w 1913) i Butte (w 1917).

## Miejscowości
- Aberdeen
- Atomic City
- Basalt
- Blackfoot
- Firth
- Shelley

## CDP
- Groveland
- Moreland
- Riverside
- Rockford